# Harbarnsen
Harbarnsen este o comună din landul Saxonia Inferioară, Germania.